# Kostel Jména Panny Marie (Bynov)
Kostel Panny Marie v Děčíně-Bynově je nevelkým sakrálním objektem ve stylu individualistické moderny. Kostel byl postaven nad srázem spadajícím do údolí Jílovského potoka.

## Historie
Kostel, jehož stavba byla reakcí na nárůst počtu obyvatelstva na začátku 20. století v průmyslové obci Bynov, byl vystavěn v roce 1933 podle plánů Paula Krische a Josefa Reihsiga. Vnitřek kostela byl obnoven v 70. letech 20. století, vnějšek pak v roce 1992. Od roku 1996 se zde opět konají pravidelné bohoslužby a to od května do října.

## Architektura
Architektura kostela je ovlivněna různými moderními směry; především purismem a dekorativismem. Kostel je jednolodní, podélný. Má polokruhový závěr a hranolovou věž v jihozápadním nároží. Závěr kostela je sklenut konchou. Loď má dřevěný strop. V podvěží se nachází křestní kaple, ve které je křtitelnice z období výstavby kostela od F. Seidla z Teplic. Na kovovém víku křtitelnice je soška sv. Jana Křtitele. Na hlavním oltáři se nachází socha Madony. Okenní sklomalby pocházejí z roku 1933.